# Хосе Педро Діас
Хосе Педро Діас (12 січня 1921 — 3 липня 2006) — уругвайський есеїст, педагог і письменник.
Один із учасників Ґенерації ' 45, уругвайського інтелектуального та літературного руху, до якого входили: Карлос Маґґі, Мануель Флорес Мора, Анхель Рама, Емір Родріґес Монеґал, Ідея Віларіньо, Карлос Реаль де Азуа, Карлос Мартінес Морено, Маріо Арреґі, Маурісіо Мюллер, Аманда Беренґер, Тола Інверніцці, Маріо Бенедетті, Іда Вітале, Лібер Фалько, Хуан Кунья, Хуан Карлос Онетті та ін.

## Твори

### Поезія
- Canto full. First notebook, Montevideo, Printing «Stella», 1939.
- Canto full. Second notebook, Montevideo, «Printing of John Cunha Dotti», 1940.
- Treaty of flame, Montevideo, La Galatea, 1957.
- Exercises anthropological, Xalapa (Mexico), Universidad Veracruzana, 1967.
- New treaties and other exercises (Montevideo, Ark., 1982.

### Оповідання
- The range rose. Suite old. Montevideo, press brakes Sixth Vocal Group, 1941.
- The inhabitant, Montevideo, La Galatea, 1949.
- Fires of San Telmo, Montevideo, Ark., 1964.
- Parts of shipwrecks, Montevideo, Ark., 1969.

### Дослідження та огляди
- A conference on Julio Herrera y Reissig, Montevideo, s / e, 1948
- Poetry and magic, Montevideo, s / e, 1949
- Gustavo Adolfo Becquer: life and poetry, Montevideo: The Galatea, 1953.
- The search for the origin and the impulse to adventure in the narrative of André Gide, Montevideo, University of the Republic, 1958
- Balzac novel and society, Montevideo, Ark, 1974
- The imaginary spectacle, Montevideo. Ark, 1986
- Juan Carlos Onetti. The show imaginary II Montevideo, Ark., 1989.
- Felisberto Hernandez. The show imaginary I, Montevideo. Ark 1991
- Novel and Society, Xalapa, Veracruz University, 1992.
- Felisberto Hernandez his life and work, Nairobi, Metro 1999.